# Шебинкарахисар
Шебинкарахиса́р (тур. Şebinkarahisar, арм. Շապին Գարահիսար) — город и район на северо-востоке Турции, в иле Гиресун, в бассейне реки Келькит. До 1915 года имел значительное армянское население; родина генерала Андраника Озаняна и архитектора Тороса Тораманяна.

## История
По мнению некоторых историков, основан в хеттский период, входил в состав области Хайаса и здесь жили каски. В 550—331 гг. до н. э. находился в составе Державы Ахеменидов, в 293—65 гг. до н. э. — Понтийского царства, с 65 года до н. э. до 226 года н. э. — Рима. В 391 году завоёван тюркскими народами из Центральной Азии — печенегами и половцами, под их властью местность находилась в течение 60 лет, сами тюрки со временем перешли в христианство. В дальнейшем город переходил из рук в руки между Византией и тюркскими государствами. При императоре Юстиниане I город был перестроен. В 778 году город на короткое время завоеван Язидом ибн Усайд ас-Сулами, который правил эмиратом Арминией от имени Аббасида Махди. Аббасидский халифат в 939—940 годах снова занял регион Шебинкарахисара. После битвы при Манцикерте 1071 года город окончательно перешёл под власть тюрков. Шебинкарахисар взяли сельджукские военачальники Менгюджеком Гази и Данышмендом Гази. После ослабления и распада государства Сельджукидов он перещёл под власть Хулагуидов, Эретнаогулларов, Кади Бурханеддина и Ак-Коюнлу соответственно. После того как государство Ак-Коюнлу потерпело поражение от султана Мехмеда II в сражении при Отлукбели в 1473 году, Шебинкарахисар вошёл в состав Османской империи.
Над городом находится замок Шебинкарахисар, дата постройки которой неизвестна. Первый известный ремонт замка сделан в римский период Помпеем. При императоре Юстиниане I замок был отремонтирован и укреплён.
В византийский период город назывался Коло́ния (греч. Κολώνεια, лат. Koloneia, арм. Կոլոնիա). Епархия Колония входила в Армению Первую (Севастия). Эта структура сохранялась по IX век.
В османский период город был известен как Карахисар (Karahisar), существовал санджак Карахисар-и Шарки (тур. Karahisar-ı Şarkî).
Во время резни 1895 года армянское население оказало вооруженное сопротивление в ответ на репрессии турецких властей.
В 1915 году во время геноцида армян 4 тысячи армян-жителей города оказали сопротивление разоружению и высылке, организовали оборону и продержались с середины мая до начала июля. В ответ город подвергся артиллерийскому обстрелу, сопротивление было подавлено, а население города и близлежащих селений — вырезано.

## Население
По данным переписи Константинопольского патриархата Армянской апостольской церкви, в 1912 году в казе Шапин-Карахисар — в городе Шапин-Карахисар и девяти армянских поселениях, численность армян составляла 9104 человек.

## Экономика
В районе на реке Алуджра находится деривационная гидроэлектростанция «Шумер» (Sümer HES) мощностью 21,6 МВт, принадлежащая компании RHG Enertürk Enerji, входящей в холдинг Erciyes Anadolu Holding. ГЭС «Шумер» введена в эксплуатацию в 2010 году и производит 63 ГВт⋅ч в год. Длина водоотвода — 5065 м.